# Acropyga meermohri
Acropyga meermohri é uma espécie de formiga do gênero Acropyga, pertencente à subfamília Formicinae.